# Liste der Kulturdenkmale im Main-Tauber-Kreis

In der Liste der Kulturdenkmale im Main-Tauber-Kreis sind unbewegliche Bau- und Kunstdenkmale aller Städte und sonstigen Gemeinden im Main-Tauber-Kreis aufgeführt. Grundlage für diese Listen ist die vom Regierungspräsidium Stuttgart herausgegebene Liste der Bau- und Kunstdenkmale in der jeweils aktuellsten Fassung.
Die Teillisten der Kulturdenkmale in den Städten und sonstigen Gemeinden des Main-Tauber-Kreises sind nicht rechtsverbindlich. Eine rechtsverbindliche Auskunft ist lediglich auf Anfrage bei den Denkmalschutzbehörden der Städte und sonstigen Gemeinden erhältlich.
Der Main-Tauber-Kreis ist seit dem Mittelalter mit einer durchgehend landwirtschaftlichen Struktur geprägt. Es kam in der Neuzeit zu keiner Verdichtung von Siedlung und Industrie wie in den Ballungsgebieten, so dass Kulturdenkmale im Freiland, wie beispielsweise Bildstöcke und Kreuzwege weitgehend gut erhalten blieben. Nach Bernhard Losch beherbergt der Main-Tauber-Kreis aus diesem Grund auch die meisten Mord- und Sühnekreuze aller Landkreise in Baden-Württemberg.

## Liste
Um zu einer Teilliste der Kulturdenkmale zu gelangen, bitte die entsprechende Stadt bzw. Gemeinde anklicken: